# Diploptalis metallescens
Diploptalis metallescens là một loài bướm đêm trong họ Crambidae.